# Kanton Forcalquier
Forcalquier is een kanton van het Franse departement Alpes-de-Haute-Provence. Het kanton maakt deel uit van het arrondissement Forcalquier.

## Gemeenten
Het kanton Forcalquier omvatte tot 2014 de volgende 10 gemeenten:
- Dauphin
- Forcalquier (hoofdplaats)
- Limans
- Mane
- Niozelles
- Pierrerue
- Saint-Maime
- Saint-Michel-l'Observatoire
- Sigonce
- Villeneuve

Na de herindeling van de kantons bij decreet van 24 februari 2014, met uitwerking op 22 maart 2015, omvatte het kanton volgende 15 gemeenten:
- La Brillanne
- Cruis
- Fontienne
- Forcalquier
- Lardiers
- Limans
- Lurs
- Mallefougasse-Augès
- Montlaux
- Niozelles
- Ongles
- Pierrerue
- Revest-Saint-Martin
- Saint-Étienne-les-Orgues
- Sigonce